# Флорида Кийс
Флорида Кийс (на английски: Florida Keys) е дълга около 200 km верига, съставена от около 1700 коралови островчета и рифове, простираща се на югозапад от южния край на полуостров Флорида, влизаща в състава на щата Флорида, в югоизточната част на САЩ. Архипелагът е разположен във Флоридския проток, в източната част на Мексиканския залив, като затваря от юг залива Флорида. Цялата верига образува единен бариерен риф, по който е прокарано шосе от крайбрежието на полуострова Флорида до град Кий Уест. Други по-големи селища са Маратон и Кий Ларго. Населението на островите към 2000 г. наброява 79 500 души. Архипелагът е открит през месец май 1513 г. от испанския конкистадор Хуан Понсе де Леон.